# 左光斗
左光斗（1575年10月12日—1625年8月26日），字共之，一字遺直，號浮丘，又號滄嶼，直隸安慶府桐城縣左家宕（今安徽樅陽橫埠鎮中義村）人。明末東林黨六君子之一。因東林黨爭，遭到閹黨魏忠賢下獄拷打而死，崇禎帝為之平反，贈右都御史、太子少保。南明弘光帝時諡忠毅，世稱左忠毅公。

## 生平
萬曆三年九月初九日（1575年10月12日）左光斗生於桐城東鄉左家宕老家，出生之日恰逢斗姥元君神誕，因而命名為光斗。
萬曆二十八年（1600年）舉庚子科應天鄉試。萬曆三十五年（1607年），會試取得第十一名，廷試取得三甲九十一名，與楊漣是同榜進士。同年十月，授中書舍人，擢監察御史，巡按京畿，捉拿了吏部的一些作惡多端的官吏，當時奸黨惡人冒充官吏，橫行京師，左光斗調查之後，收繳假印七十多枚，拘押假官一百多人。
萬曆四十八年（1620年）七月，明光宗朱常洛即位，寵妃李選侍照顧皇長子朱由校遷入乾清宮。九月光宗死於紅丸案，朱由校繼位，改元「天啟」，是為熹宗。李選侍又想繼續侍奉熹宗。時魏忠賢想利用熹宗年幼之機，把持朝政大權，堅持讓李選侍居住在熹宗所在的乾清宮內；都給事中楊漣、浙江道御史御史左光斗等為防李選侍干預朝事，逼迫李選侍移居仁壽殿噦鸞宮。此事件史稱移宮案，事後左光斗受到熹宗賜銀幣褒獎。
天啟元年（1621年），因移宮案宦官與東林黨勢力間關係愈加緊張，左光斗力主移宮案。天啟元年二月，左光鬥出任巡按直隸御史、提督北直隸學政，期間他在順、永、保、河四府設立武學以培養將材，又在河間、天津設屯學，收錄學生並給荒田百畝使其自耕， 田地每年收獲一部份糧食後返還補助學校。
天啟二年（1622年）二月，左光斗上書支持時任大學士孫承宗暫掌兵部事務，明熹宗以東事緊急，同意了他的請求。。
天啟三年（1623年）三月，升大理寺左寺丞，升大理寺左少卿。
天啟四年（1624年），拜都察院左僉都御史。同年六月，宦官魏忠賢專權，楊漣上了一份奏章，揭發魏忠賢二十四條罪狀。左光斗等七十餘人大力支持，彈劾忠賢等三十二斬罪，但熹宗皆不信。
天啟五年三月十九日（1625年4月25日），魏忠賢矯旨提問。魏忠賢反誣陷六君子接受熊廷弼的賄賂，判定楊漣、左光斗各坐贓二萬，魏大中三千。後左光斗等人被捕下獄，受酷刑折磨，史載“五日一審，受拶、夾、棍等刑，不能跪起，平臥堂下受訊”。門生史可法潛入獄中探望時「已不成人形」。左恐連累門生，將史趕出監獄。魏忠賢誣光斗等貪污數萬兩白銀，要追出贓款。左光斗的舊友孫奇逢與鹿正（主事鹿善繼父）、張果中四處募款，諸生熱烈響應，募得數千兩白銀上繳未及，魏忠賢見左光斗有人營救，反而加重拷打六君子，六君子皆死，孫奇逢等人被讚為范陽三烈士。
天啟五年七月二十四日（1625年8月26日），左光斗在獄中被錦衣衛許顯純拷打而死，其兄左光霽亦被閹黨都御史周應秋所逼，自殺而死，左母因二子俱死，悲痛而卒。魏忠賢一度又要將左光斗開棺戮尸，後來被勸阻。
天啟七年（1627年）熹宗駕崩，崇祯帝即位，改元崇禎，懲辦閹黨，魏忠賢畏罪自殺，崇祯帝追贈光斗右都御史、太子少保，錄用其一子為官。南明弘光帝時，為左光斗追諡忠毅。

## 著作
作品收入《左忠毅公集》5卷。

## 家族
曾祖左麒、祖父左軫、父左出穎，母周氏。兄左光霽、左光朝、左光前、左光啟，弟左光裕、左光先、左光明、左光弼。